# Pavel Fajtl
Pavel  Fajtl (* 20. května 1957 Brno) je český houslista.

## Biografie
S otcem Františkem Fajtlem, matkou Věrou Fajtlovou a babičkou Petronilou Bandovou prožil idylické dětství. Jeho babička byla sestřenicí Aloise Musila. S první manželkou má tři děti: Jiřího, Martina a Veroniku. V současné době žije s manželkou Romanou Fajtlovou.

## Studia
Začal hrát na housle v sedmi letech, hudební základy mu dali Václav Tvrdoň a Dimitr Mitev, na konzervatoři Jan Vacek a Jiří Besperát, absolvoval 1978 koncertem g moll Maxe Brucha za doprovodu orchestru. Ve studiu hry na housle pokračoval na Janáčkově akademii múzických umění v Brně, studia završil v roce 1982 u Jana Stanovského a Cyrila Studýnky koncertním provedením Beethovenova houslového koncertu D dur za doprovodu Moravské filharmonie Olomouc a sólovým recitálem. Dobová kritika výkon ocenila:"...houslista je hráč poctivé přípravy, solidní techniky...jeho projev vykazuje vysokou inteligenci a stylové zvládnutí." A z jiného periodika: "Pavel Fajtl je houslista nosného, vřelého tónu, jeho přednes nese rysy znamenitého muzikantství stejně jako uvážlivého stavebního rozvrhu."

## Profese
Od sedmnácti let natáčí v českém rozhlase, po úspěšném konkurzu v roce 1983 nastoupil na místo koncertního mistra Rozhlasového orchestru Studio Brno. S tímto orchestrem natočil 95 sólových nahrávek klasické a populární hudby. Po zrušení orchestru v roce 1993 působil jako koncertní mistr Komorního orchestru Tessarini.
Průběžně byl členem několika komorních souborů, např. Brněnského komorního orchestru, Komorního orchestru B.Martinů, Brněnského instrumentálního tria… 
V roce 1997 zvítězil v konkurzu na ředitele kulturní organizace – KP centrum kultury a vzdělávání, pod kterou spadal mimo jiné provoz KD Semilasso. Ve spolupráci s Evou Šlapanskou rozšířil činnost o cykly koncertů klasické hudby. 
Po uplynutí čtyřletého funkčního období hrál ve svobodném povolání  s pražskými orchestry (např. FOK, ČNSO, PKO a další) nejen po Evropě, ale i v USA, Japonsku a ve Spojených arabských emirátech. 
V roce 2007 vyhrál konkurz na zástupce koncertního mistra  orchestru Městského divadla v Brně, souběžně se v roce 2010 stal uměleckým vedoucím souboru Brněnští komorní sólisté, za zmínku stojí například provedení Beethovenova Trojkoncertu C dur v rámci turné po Španělsku na podzim roku 2018 s klavíristou Karlem Košárkem a violoncellistou Janem Škrdlíkem.
V roce 2010 režisér Jiří Vejdělek použil nahrávku Pavla Fajtla úpravy písně Lásko, Bože, lásko...(J.Fiala, K.Šroubek) do filmu Ženy v pokušení.
Pavel Fajtl v roce 2016 spoluzakládá s violoncellistou Janem Škrdlíkem a klavíristkou Janou Rambouskovou klavírní trio - Kvodlibeto trio, se kterým hrává na koncertech např. Smetanovo Trio g moll op.15, nebo Beethovenovo Trio op.97.
Dále v komorní hudbě spolupracuje s violistou Karlem Plockem a varhaníkem Martinem Jakubíčkem.
Pavel Fajtl hraje na housle Vily Kužela z roku 1958.

## Skladby pro housle věnovali Pavlu Fajtlovi čeští skladatelé
Jaromír Dlouhý*https://www.youtube.com/watch?v=qWNJnEYw6VE, Miroslav Hanák*https://www.youtube.com/watch?v=w8XGj_QyYwY, Jaromír Hnilička, Ivan Hošek,
Erik Knirsch * https://www.youtube.com/watch?v=y2FWQYmSF5w, Ladislav Kozderka, Miloš Machek*https://www.youtube.com/watch?v=oayhSyNqR7A, Milan Slimáček, Miloš Štědroň, Petr Výmola.

## Sběratelská a literární činnost
V době studií Pavel Fajtl objevil v brněnském antikvariátu
rukopis 23 světských  písní z roku 1745, který nazval Zpěvníček brněnského studenta a za podpory PhDr.Jana Trojana 
napsal na JAMU o rukopisu diplomovou práci. Přínos zpěvníčku
také vyhodnotil Prof. Miloš Štědroň a v časopise Opus musicum
jako přílohu vydával od roku 1992 faksimili a přepis všech písní, spolu se Zdenou Frýdkovou, Janou Nechutovou 
a Petrem Peňázem. 
O zpěvníčku  také v roce 2003 napsala Erika Smith – Froňková a vydala publikaci v nakladatelství Gloria pod názvem Cantilenae diversae pro Distractione Animi adhibendae descriptae Anno 1745 - zpěvy rozmanité. V knize je mnoho odkazů na diplomovou práci Pavla Fajtla.
V roce 2015 Pavel Fajtl napsal studii o českém básníkovi
Janu Zahradníčkovi. Knížka obsahuje původní dosud nezveřejněné dopisy a rukopisy, které má autor ve sbírkách.
Pavel Fajtl průběžně vytvořil knihovnu, která má kolem 
7000 titulů, je v ní obsaženo mnoho starých tisků, několik inkunábulí a množství rukopisů a je zdrojem mnoha původních pramenů. 

## Diskografie
- LP  Svátek smyčců, 1986
- LP  Love melodies, Brno Radio, 1988
- CD  Ó, svatá dobo vánoční, 1993
- CD  Pavel Fajtl – Romantické housle, 2010